# 馬敬恆
馬敬恆（英語：Terrence Ma，1990年6月8日—），香港音樂製作人，業內常稱T-Ma。

## 簡介
1990年6月8日，馬敬恆出生於香港；14歲開始寫歌，16歲與友人組成樂隊Amplified于日本出道，擔任樂隊主唱。期間發行兩張專輯，熱門單曲〈Mr. Raindrops〉被收錄在日本動漫系列《銀魂》中作為片尾曲。解約後遠赴美國深造，後於布朗大學就讀音樂與電腦科技學雙學位。畢業返港受香港著名監製陳浩然賞識，進入其旗下工作室學習，於2018年成立個人工作室Blue Moon Production，轉做獨立幕後音樂人。近年主要為華語流行歌曲創作，並負責編曲、監製等。

## 个人生活
其前女友为新加坡歌手曾詠熙，两人自2017年开始交往，並於2024年初分開。
其現任女友為香港歌手雲浩影。

## 作品列表

### 2013年
- Robynn & Kendy - Sail Away（編）
- Robynn & Kendy - Sail Away With Me（編）
- Robynn & Kendy Feat. Ghost Style - La La La（編）
- Gin Lee - 下一位（曲、編）
- 張惠雅 - 心跳500天（曲、編）
- 張惠雅 - 再見彩虹（曲、編）
- 張惠雅 - 愛過這一課（曲、編）
- 許靖韻 - 下個他（曲、編）
- 許靖韻 - 那個他（曲、編）
- 薛凱琪 - Contagious（曲、編）

### 2014年
- Robynn & Kendy - 降落傘（編）
- Robynn & Kendy - 蝶亂飛（編）
- Robynn & Kendy - 月湖（編）
- Robynn & Kendy - 找自己（編）
- 方大同 - 楓葉做的風鈴（曲）
- 王菀之 - 好時辰（編）
- 杜德偉 - 震（曲、編）
- 狄易達 - 好情人（監）
- 官恩娜 - 眼淚極黑（曲、編）
- 林奕匡 - Goodman（曲、編）
- 林奕匡 - 冥王星（編、監）
- 側　田 - Three Two One（曲、編）
- 彭家麗 - 珍惜（編）
- 彭家麗 - 不如不見（編）
- 馮允謙 - 小情趣（編）
- 薛凱琪 - Let Go（曲、編）
- 楊千嬅 - 色惑（編）

### 2015年
- Robynn & Kendy - 碳粉知己（編）
- Robynn & Kendy - 我是傻瓜（編）
- Robynn & Kendy - 不想想你（編）
- 狄易達 - 一凍一熱（曲、編、監）
- 狄易達 - 氹（曲、編、監）
- 狄易達 - 第一次擁抱（曲、編、監）
- 狄易達 - 一凍一熱（N3ON Remix）（曲、監）
- 張惠雅 - 一個人旅行（曲、編、監）
- 陳柏宇 - 親愛的仇人（曲、編）
- 陳柏宇 - 告別之前（曲、編、監）
- 馮允謙 - Let's Keep This Tonight（編、監）
- 馮允謙 - 飛星雨（編、監）

### 2016年
- A2A - You Ain't Comin' Back（編）
- Super Girls - 有事發生（曲、編）
- Super Girls - 分手的美（曲、編）
- XL組合 - 好歹
- 張惠雅 - 慶祝（曲、編、監）
- 陳詠謙 - 給兒子的信（曲、編、監）
- 馮允謙 - Keep On, Fight On（English Acoustic Version）（曲、詞、編、監）
- 馮允謙 - 同在記號（編、監）
- 馮允謙 Feat. MastaMic - Keep On, Fight On（曲、詞、編）
- 潘伯仲 - 霧霾森林（曲、編、監）
- 南拳媽媽 NQMM - 孤單遊戲（曲，編）
- 南拳媽媽 NQMM - 最美的女孩（曲）
- 南拳媽媽 NQMM - 一個宇宙（編）

### 2017年
- ALBS - Dream On（曲、編）
- A-Lin - 一直走（Go）（曲、編）
- AGA、Gin Lee、JW、鄭欣宜 - 星足印（曲、編、監）
- JUDE - 他他他（曲、編、監）
- Robynn & Kendy - 負攝石（曲、編、監）
- Robynn & Kendy - Shout n' Cry（曲、編、監）
- Yan Ting - 小姐你好（曲、編）
- 李克勤、楊千嬅、周柏豪、陳柏宇、鄭欣宜、AGA、JW、洪卓立、許廷鏗、林欣彤 - 香港．我家（曲、編、監）
- 周柏豪 Feat. Shimica - How Do I Look（編）
- 陳柏宇 - 交叉神經（曲、編、監）
- 潘伯仲 - 我是病人（監）
- 衛　詩 - 缺氧（編）
- 鄭　融 - 死不了的（編）
- 關楚耀 - 死亡之吻（曲、編、監）
- 衛蘭 袁婭維 - 藍色Monday （曲，編）
- 阿沁 - 男人不該犯的錯 （曲，編）
- 沈煜伦 - 耍赖 （曲）

### 2018年
- AGA - 小問題（編）
- AGA - 小問題（Retro Remix）（編）
- A-Lin - 一舞鍾情（編）
- Dusty Bottle - How Could You?（監）
- JUDE、林德信 - On The Road（曲、編、監）
- MIRROR - ASAP（曲）
- SKY - 趁今天有空（曲、編、監）
- Super Girls - 睡衣派對（曲、編、監）
- X玖少年团 - 玩家（曲、編）
- 馮允謙 - Preciously Mine（曲、編、監）
- 馮允謙 - I'll Make It Home Before Christmas Day（曲、編、監）
- 鄧小巧 - 四大發明（編）
- 薛家燕 - Captain Nancy（曲、編）

### 2019年
- G.E.M. - 摩天動物園（編、監）
- G.E.M. - Fly Away（監）
- G.E.M. - 透明（編、監）
- G.E.M. - 很久以後（編、監）
- G.E.M. - Walk on Water（編、監）
- G.E.M. - 螢火（編、監）
- G.E.M. - 灰狼（編、監）
- G.E.M. - 差不多姑娘（編、監）
- G.E.M. - 好想好想你（編、監）
- G.E.M. - 句號（編、監）
- G.E.M. - 多美麗（編、監）
- G.E.M. - 依然睡公主（監）
- G.E.M. Feat. 周興哲 - 別勉強（編、監）
- 小塵埃 - 高地之下（曲）
- 李靜儀 - Be True（曲、監）
- 林欣彤 - 玫瑰式體驗（編）
- 符致逸 - 值得放棄（曲、編）
- 陳逸璇 - 短暫的新分（曲）
- 曾詠熙 - 對愛說（曲、編、監）
- 曾詠熙 - 星空（曲、編、監）
- 曾詠熙 - 你還記得嗎？（曲、編、監）
- 曾詠熙 - 優先權（混音）
- 曾詠熙 - 自由（曲、編、監）
- 馮允謙 - Full Moon Party（曲、編）
- 葉巧琳 - 水舞間（曲、編、監）
- 葉巧琳 - 一對一（編、監）
- 潘伯仲 Feat. Heyo - 流星語夜人（編、監）
- 衛　詩 - 幸福相擁（曲、編）

### 2020年
- AGA - Mad（編）
- AGA - So Called Love Song（編）
- G.E.M. - 平凡天使（混音）
- G.E.M. - 孤獨（編，監）
- Robynn - Lost Forever（編、監）
- Robynn - Fifth Of May（編、監）
- Robynn - Little Love（編、監）
- 沈震軒 - Keep Your Eyes On Me（曲、編）
- 許廷鏗 - 無力感（編）
- 馮允謙 - 開始倒數（曲、編、監）
- 馮允謙 - 地球來的人（曲、編）
- 馮允謙 - Dancing In The Rain（曲、編、監）
- 馮允謙 - Dancing In The Rain（Eng.）（曲、編、監）
- 趙慧珊 - 到底之後（曲、監）
- 譚嘉儀 - Christmas With You（曲、編、監）
- 周興哲 - 如果能幸福（編、監）
- T-Ma x 曾詠熙 - Softly（曲、詞、編、監）
- 王博文 - 慣性喜歡（編、監）
- 陳有如 - 心動訊號（編、監）

### 2021年
- Fatboy - Lady Killa（曲、編、監）
- AP 潘宇謙 - 奢望（編、監）
- 王君馨 - 尖叫（編、監）
- 鄧月平 - U（編、監）
- G.E.M. - 平行世界（編、監）
- G.E.M. - 超能力（編、監）
- 周興哲、單依純 - 愛我的時候（編、監）
- 陳卓賢 - DWBF（曲、編、監）
- 陳卓賢 - 搞不懂（曲、編、監）
- 陳卓賢 - 搞不懂 acoustic version（曲、監）
- 應智越 - Ophiuchus（監）
- MC 張天賦 - 時候不早（曲、Rap詞、監）
- 李治廷 - One and Only（編）
- 馮允謙 - 思念即地獄（曲、編、監）
- 馮允謙 - 一步一悔過（編、監）
- 馮允謙 - 冬日寂寞考（曲、編、監）
- 甄子丹 - 心比火熱（曲、編、監）
- 黎　明、張敬軒 - Old Fashioned（編、監）
- 黎　明、張敬軒 - 乾杯（編、監）
- 谷婭溦 - 倔強（編、監）
- P1X3L - Just Lean On Me（編）
- 曾詠熙 - Nightingale（曲、編、監）
- G.E.M. - 兩個自己（編）
- G.E.M. - 兩個你（編）
- G.E.M. - 倒流時間（監）

### 2022年
- After Class - Not Givin' Up（曲、編、監）
- ANSONBEAN - OMG (feat. CY 陳宗澤) (Grind Version)（監）
- BF3 - Love on the Moon（監）
- COLLAR - Never-never Land（編）
- COLLAR - OFF/ON（曲、監）
- Fatboy - Dear Mama（曲、編、監）
- Gin Lee - 剛好（曲、編、監）
- Gin Lee - 虛榮（曲、編、監）
- Gin Lee - 靈魂之窗（監）
- MC張天賦、洪嘉豪 - 二損一（曲、編、監）
- MonoC - Drowning in Love
- Robynn Yip - 自問自答（曲、編、監）
- 林　峯 - 如夢（曲）
- 張蔓莎 - 未算壞（曲、編、監）
- 張蔓莎 Feat. Lewsz - 到時見（編、監）
- 陳卓賢 - 留一天與你喘息（監）
- 陳卓賢 - Got U（曲、編、監）
- 馮允謙 - 報復式浪漫（編、監）
- 馮允謙 - Take A Breath（曲、編、監）
- 雅　荍 - AH-HA（編、監）
- 鄭欣宜 - 豐乳肥臀（編、監）
- 鍾柔美 - Breakin' My Heart （曲、編、監）
- 鍾柔美 - wanna be close to u （曲、編、監）
- G.E.M. - 你不是第一個離開的人（監）
- G.E.M. - 天空沒有極限（編、監）
- JW - FF（曲、編、監）
- CY陳宗澤 - 罐頭湯（曲、監）
- CY陳宗澤 - 罐頭湯 (feat. ANSONBEAN) (Soup Version)（曲、監）
- YUTA - 時分秒（曲、編、監）
- 洪嘉豪 - 海邊的呀豪（編、監）
- 李佳薇 - 追心者（曲）
- 李玖哲 - 從來沒愛錯（編）

### 2023年
- JC - 複雜事情簡單化（編、監）
- JC - 萬人邂逅（編、監）
- 邱彥筒 - *~Silencio…Shh（監）
- 邱彥筒 - fOoL##（監）
- 邱彥筒 - // Undecided //（監）
- 甄采浠 - 沒意思（曲、編、監）
- 鄭欣宜 - 不類似情歌（監）
- 鄭欣宜 - Another Sad Song（監）
- 榛　綦 - Time To Fly（曲、編、監）
- 麗　英 - 全死角美少女戰士（監）
- 麗　英 - (Not) The First Take（監）
- 麗　英 - 貓之報恩（監）
- 麗　英 feat. per se - 全死角美少女戰士（武內與直子Version）（監）
- BF3 - 寫不完的句號（監）
- Gin Lee - 單戀這件小事（曲、編、監）
- 姚焯菲 - 小出走（曲、編、監）
- Fatboy - Phat N Fresh（曲、編、監）
- G.Racie - Fly Me To You（曲、詞、監）
- 張馳豪 - 傻瓜...不要緊（曲、監）
- 馮允謙 - 尋找隱世巨聲（編、監）
- 馮允謙 - 在最好的時間做最好的你（監）
- 梁式昕 - STAY（曲、監）
- 鍾柔美 - y2k還襯我麼？（曲、編、監）
- 楊安妮 - SENSEI（曲、詞、編、監）
- 楊安妮 feat. CotaBoii - 9SHAKE（曲、監）
- COLLAR - idc（曲、監）
- COLLAR - Atypical（監）
- 莫文蔚 - 永生所愛（編、監）
- 施匡翹 - Savasana（監）
- 施匡翹 - Savasana（Remix Version）（監）
- 李　玟 feat. 馬思唯 - Candy（曲、編、監）
- 鄧小巧 - 瀟灑（曲、編、監）
- 鄧小巧 - 只記住你（曲、監）
- 李駿傑 - Fever（曲、編、監）
- P1X3L - BOMB（曲、編、監）
- MIRROR - Catch a Vibe（曲、編、監）
- 葉振弘 - Joy Boy（曲、監）
- G.E.M. - 李香蘭（監）
- G.E.M. - 11（編、監）
- G.E.M. - 你成為了誰的幸福（編、監）
- G.E.M. - 海闊天空（編、監）

### 2024年
- AGA - Sorry（編）
- 姜　濤 - 黑月（曲、編、監）
- JUDE - Agree To Disagree（曲、編、監）
- 邱彥筒 - TXT OR CALL（曲、監）
- 馮允謙 feat. 邱彥筒 - All That I Want（監）
- 馮允謙 - 無理取樂（監）
- 吳若希 - 召喚絲（監）
- MC張天賦 - September with You（曲、詞、監）
- 麗　英 - 美男子圖鑑（監）
- 柳應廷 - 筆觸男孩憂鬱之死（曲、編）
- 張天穎 - 低調（監）
- 雲浩影 - Too Good To Be（監）
- 雲浩影 - Dizzy（監）
- 張馳豪 - Dirty Rhythm（曲、監）
- 王詩安 - BAD（曲、編、監）
- 楊安妮 - 星之形（監）
- 邱士縉 - Drunk In Love（曲、監）
- 李芯駖 - SPYLING（監）
- 呂爵安 - 月光奏明曲（編、監）
- 呂爵安、陳凱詠 - 漸漸我們（曲、監）
- 應智越 - DOWN（曲、監）
- 李駿傑 - TOXIC!（曲、監）
- Sueco、小鬼 - sweater（曲、編、監）
- 鍾柔美 - Masterpiece（曲、監）
- 姚焯菲、鍾柔美、詹天文 - CYA（曲、監）
- MIRROR - Hunt You Down（曲、監）
- COLLAR - SSS（監）
- Claudia Koh - 最後的光（曲、編、監）
- Heyo feat. Claudia Koh - 當我走了（編、監）
- 顧定軒 - ZWAY（監）
- ERROR - 野舞士（曲、監）
- Fatboy - Mascot（監）

### 2025年
- 張馳豪 - Catch A Feeling（曲、監）
- 馮允謙 - 然之後（曲、編、監）
- 馮允謙 - Close to the Edge（編、監）
- 邱彥筒 - To'pA'ti（監）
- 邱彥筒 - Love Me Down（Rap詞、監）
- 林德信 - 卡式般的愛（曲、編、監）
- Robynn Yip、Claudia Koh - New Me（曲、編）
- 林峯 - 怕悶的人 請舉手（監）
- Amy Lo - Red Flag（監）
- 雲浩影 - 別畏高（曲、編、監）
- 梁釗峰 - 情緒價值補給員（編、監）
- ITZY - Locked N Loaded（曲、編）
- G.E.M. - 天空沒有極限（粤語版）（編、監）
- 王智德、江𤒹生、陳瑞輝、楊樂文 - DUM!（監）
- 楊千嬅 - Live MY Life（曲、編、監）
- 李芯駖 - POSH（監）
- COLLAR - Riding High（曲、監）

## 電視節目作品列表

### 東方衛視我們的歌 (第二季)2020年
- Coco、 G.E.M. - Can't Help Falling In Love（編）
- 李玟、 G.E.M. - 刀馬旦（編）
- 李玟、王琳凱 - 你是我的Superman（編）
- 李玟、王琳凱 - 叩（編）
- 李玟、王琳凱 - 滴答滴 x Ready Now（編）
- 譚詠麟、王琳凱、張信哲、李玟、陳小春、孫楠、常石磊、王源、GAI、鄭雲龍、太一 - 卡拉永遠OK（編）
- 李玟、孫楠、王琳凱 - 你怎麼捨得我難過（編）
- 陳小春、GAI - 側面（編）
- 陳小春、GAI - 萬里長城永不倒（編）

### 夢圓東方2021東方衛視跨年盛典
- GAI、 VaVa、Will.T - 愛江山更愛美人（編）

### 芒果TV聲生不息·港樂季
- 李玟 - 真的想見你（編、監）
- 李玟 - 跳舞街（編、監）
- 李玟 - 我恨我癡心（編、監）
- 曾比特 - 灰姑娘（編、監）

### 芒果TV聲生不息·寶島季
- 魏如萱 - 寂寞的戀人啊（編）
- 莫文蔚、熱狗 - 也許（編）

## 奬項
- 新城勁爆頒獎禮2021 勁爆獨立音樂人
- 新城勁爆頒獎禮2022 勁爆監製 《二損一》
- 2022年度叱咤樂壇流行榜頒獎典禮 叱咤樂壇監製大獎
- Chill Club 推介榜年度推介22/23 Chill Club年度監製

## 外部連結
- T-ma Instagram（页面存档备份，存于）